# Mahatman

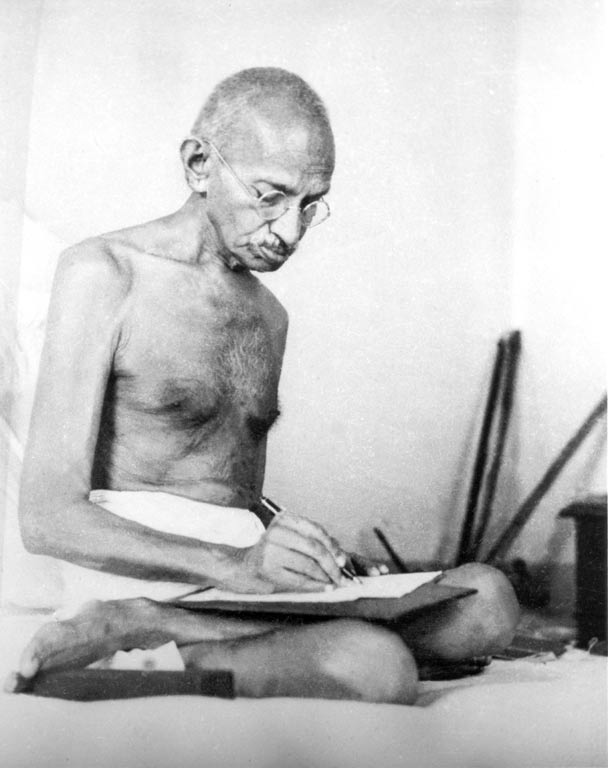
Mohandas Karamchand Gandhi – Mahatma Gandhi

Mahatma(n) (dewanagari महात्मा, transkrypcja mahātmā) – Wielki Duch, Wielka Jaźń, tytuł w sanskrycie. Używany jest w odniesieniu do wybitnych duchowych i społecznych
przywódców indyjskich, szczególnie jako postaci autorytetów moralnych.

## Etymologia
Słowo mahatman jest połączeniem dwóch sanskryckich słów: maha (oznaczającego „wielki”) i Atman (oznaczającego „duszę”). Sumaryczne znaczenie to: „posiadający wielkiego ducha, wielkoduszny, szlachetny, dostojny, wspaniały”. Jego forma tematyczna (podstawowa dla słów sanskryckich, rdzeń) to mahatman, natomiast mahatma to wersja dla mianownika liczby pojedynczej.

## Konstrukcje
Tytuł mahatma spotyka się też w wersji rozbudowanej o partykułę honoryfikatywną dźi do postaci mahatmadźi. W takiej konstrukcji zazwyczaj opuszcza się imiona własne podmiotu. Zwrotem w takiej formie zwracano się np. do M.K. Gandhiego.

## Wyzwolenie mahatmy
W hinduizmie istnieje przekonanie, iż człowiek będący mahatmą osiągnie wyzwolenie w momencie śmierci ciała fizycznego, następuje wtedy połączenie jego energii życiowej z Jaźnią. Komentując rodzaje wyzwolenia Ramana Maharishi objaśnia, iż nie ma różnic w jakości doświadczenia tego, który odszedł do brahmaloki i tam osiągnął wyzwolenie, oraz mahatmy (wyzwolonego w chwili śmierci) i dźiwanmukty (wyzwolonego za życia).

## Przykłady użycia
- Taki przydomek posiadał Mohandas Karamchand Gandhi. Jedna z pierwszych osób, która zaczęła go tak tytułować to Rabindranath Tagore (którego Gandhi jako pierwszy nazwał Gurudew[7]). Z czasem Gandhi przyznał, że tytuł mahatmy wielokrotnie sprawiał mu głęboki ból i nigdy nie był dla niego przyjemny[8].
- Mahatma Arja Bhikszu – nauczyciel z ruchu Arja Samadź[9].
- Mahatma Hans Raj (1864–1938), działacz Arja Samadź[10].
- mahatma Siva Chandra Vidyarnava[11].